# 192e division d'infanterie (Allemagne)
Pour les articles homonymes, voir 192e division d'infanterie.
La Division Nr. 192 est une des divisions d'infanterie de l'armée allemande (Wehrmacht) durant la Seconde Guerre mondiale. Cette division ayant servi principalement de réserve elle est également connue sous le nom de 192. Ersatz-Division.

## Historique
La Division Nr. 192 est formée le 6 juin 1940 à Rostock en Allemagne dans le Wehrkreis II (district militaire II) à partir de la Division Nr. 152
Le 15 septembre 1942, la division avec ses composantes de formation sont déplacées sur Gniezno dans le Wehrkreis XXI, les unités de réserve sont restées dans le Wehrkreis II sous la Division Nr. 402.
Le 16 janvier 1945 est formé à partir de la Division le Gneisenaueinheiten 1./XXI et 2./XXI, un pour chacun des deux états-majors du régiment (Regimentsstab), de l'infanterie du remplacement avec le 3./XXI (Infanterie-Reiter-Ersatz- und Ausbildungs-Abteilung 1, et les unités d'alarme (Alarmeinheiten) 1./XXI et 2./XXI, qui ont été immédiatement chargées par l'état-major dans la position B1 à Lodz. Le 19 janvier 1945, ces unités sont envahies par les troupes russes.
La division est réorganisée le 28 janvier 1945 dans la position de Tirschtiegel à l'Est de Francfort-sur-l'Oder dans le Wehrkreis III (district militaire III) sous les ordres du commandant de la Festungs-Abschnitt 44  avec l'état-major Regimentsstab 121 (Oberst Neumüller) et le Regimentsstab 293 (Oberst Voigt), et le Gneisenaueinheiten du district militaire III.
Le 3 février 1945, la division est de nouveau détruite par les forces russes.

## Organisation

### Commandants
| Date                            | Grade                  | Commandant        |
| ------------------------------- | ---------------------- | ----------------- |
| 10 juin 1940 - 5 octobre 1940   | Generalleutnant        | Siegfried Macholz |
| 5 octobre 1940 - 1er avril 1942 | General der Infanterie | Hans Petri        |
| 1er avril 1942 - 3 février 1945 | Generalleutnant        | Erich Schröck     |

## Théâtres d'opérations
- Allemagne : juin 1940 - novembre 1941
- Pologne : novembre 1941 - janvier 1945
- Nord de l'Allemagne : janvier 1945 - février 1945

## Ordres de bataille
Mars 1940
- Infanterie-Ersatz-Regiment 12
- Infanterie-Ersatz-Regiment 75 (à partir du 20 juin 1940)
- Infanterie-Ersatz-Regiment 258
- Artillerie-Ersatz-Regiment 12
- Eisenbahn-Artillerie-Ersatz-Abteilung 100
- Pionier-Ersatz-Bataillon 12
- Nachrichten-Ersatz-Abteilung 2
- Fahr-Ersatz-Abteilung 2
- Kraftfahr-Ersatz-Abteilung 32

Décembre 1943
- Grenadier-Ausbildungs-Regiment 12
- Grenadier-Ausbildungs-Regiment 32
- Artillerie-Ausbildungs-Abteilung 12
- Ersatz-Bataillon 600
- Infanterie-Reiter-Ersatz-Abteilung 1 (à partir d'avril 1944)

Janvier 1945
- Grenadier-Ausbildungs-Regiment 32
- Grenadier-Ersatz- und Ausbildungs-Regiment 121
- Infanterie-Reiter-Ersatz- und Ausbildungs-Abteilung 1
- Artillerie-Ersatz- und Ausbildungs-Abteilung 121